# Batalha de Grand Couronné

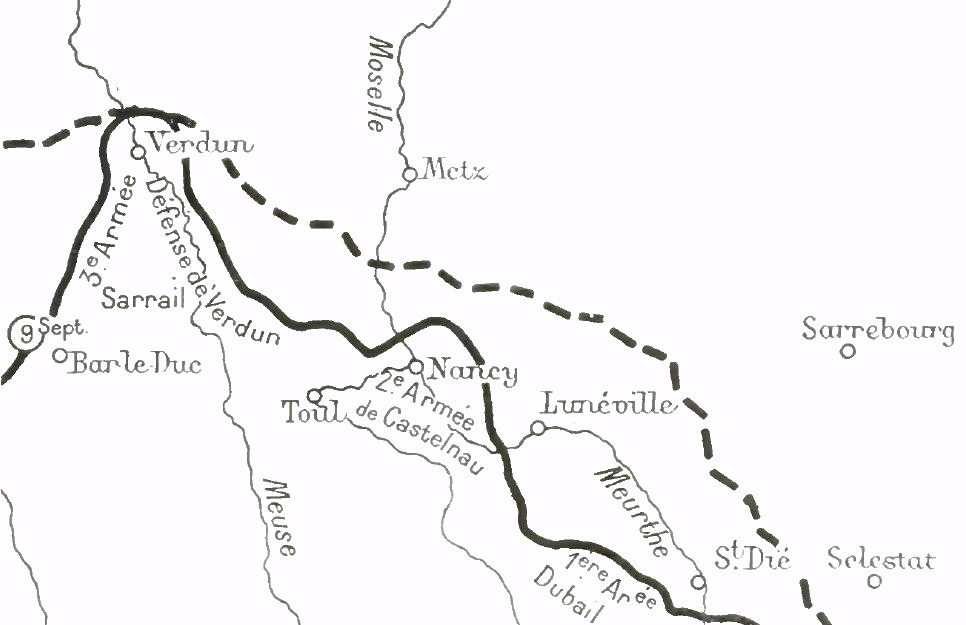
Couronné em setembro de 1914

A Batalha de Grand Couronné (francês: Bataille du Grand Couronné) de 4 a 13 de setembro de 1914, ocorreu na França após a Batalha das Fronteiras, no início da Primeira Guerra Mundial. Após as vitórias alemãs de Sarrebourg e Morhange, a perseguição do 6.º Exército alemão (príncipe herdeiro Rupprecht da Baviera) e do 7.º Exército, levou quatro dias para recuperar o contato com os franceses e atacar para romper as defesas francesas no Mosela.
De 24 de agosto a 13 de setembro, a Batalha da Trouée de Charmes ([Batalha de Charmes Gap] 24 a 28 de agosto), quando a ofensiva alemã foi enfrentada por uma contraofensiva francesa, um período de preparação de 28 de agosto a 3 de setembro, quando parte dos exércitos orientais franceses foi deslocada para oeste em direção a Paris, houve então um ataque final alemão contra o Grand Couronné de Nancy, travado de 4 a 13 de setembro de 1914 pelo 6º Exército e pelo Segundo Exército Francês (Noël de Castelnau).